# Mohamed Muruli
Mohamed Muruli, né le 13 juillet 1947 à Kichwamba et mort en 1995, est un boxeur ougandais.

## Carrière
Mohamed Muruli est médaillé d'argent dans la catégorie des poids plumes aux championnats d'Afrique de Lusaka en 1968. Aux Jeux olympiques d'été de 1968 à Mexico, il est éliminé en quarts de finale par l'Américain Ronnie Harris.
Dans la catégorie des poids super-légers, Matthias Ouma est médaillé d'or aux Jeux du Commonwealth britannique d'Édimbourg en 1970 ainsi qu'aux championnats d'Afrique de Nairobi en 1972, puis est éliminé au premier tour des Jeux olympiques d'été de 1972 à Munich par le Roumain Calistrat Cuțov avant d'être médaillé de bronze aux Jeux africains de Lagos en 1973.
En 1974, il est médaillé d'or dans la catégorie des poids welters aux Jeux du Commonwealth britannique de Christchurch ainsi que dans la catégorie des poids super-welters aux championnats d'Afrique de Kampala.